# Липгарт, Эрнст Карлович
Барон Эрне́ст Ка́рлович [фон] Ли́пгарт (Э́рнст Фри́дрих фон Ли́пгарт, Липгардт, Липхарт, нем. Ernst Friedrich von Liphart; 21 августа [2 сентября] 1847, Дерпт, Лифляндская губерния — 14 апреля 1932, Ленинград) — русский живописец и график немецкого происхождения, последователь «позднего академизма», заметная фигура в художественной жизни Петербурга времён Серебряного века, искусствовед. Академик (с 1893) и действительный член (с 1902) Императорской Академии художеств, главный хранитель картинной галереи Эрмитажа (в 1906—1929).

## Биография

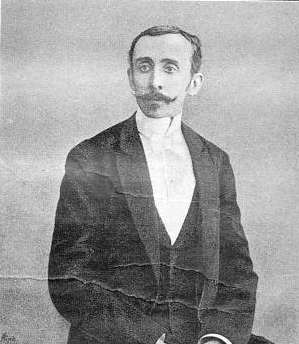
Э. К. Липгарт

Из лифляндского дворянского рода. Отец, барон Карл Эдуард фон Липгарт, — знаток искусств, благодаря консультациям которого были собраны художественные коллекции великой княгини Марии Николаевны и братьев Строгановых.
Учился живописи во Флорентийской академии художеств у Франца Ленбаха и в Париже у Жюля Лефевра. От отца унаследовал глубокие знания в области истории искусства. Историю живописи изучал в музеях Германии, Испании, Англии и Италии. С 1877 года выставлял свои картины в парижском Салоне.
Получив заказ от российского императора Александра III на две картины на сюжет о разумных и неразумных женах, в 1886 году привез их в Петербург и остался там навсегда. В 1886—1896 гг. Э. К. Липгарт преподавал декоративную живопись в Рисовальной школе Общества Поощрения художеств.

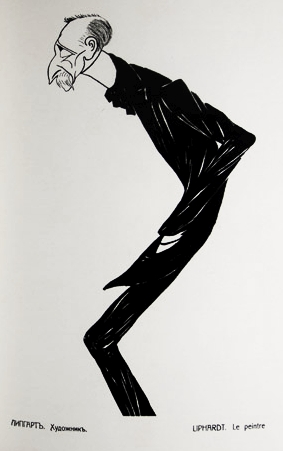
Шарж работы Поля Робера, 1903

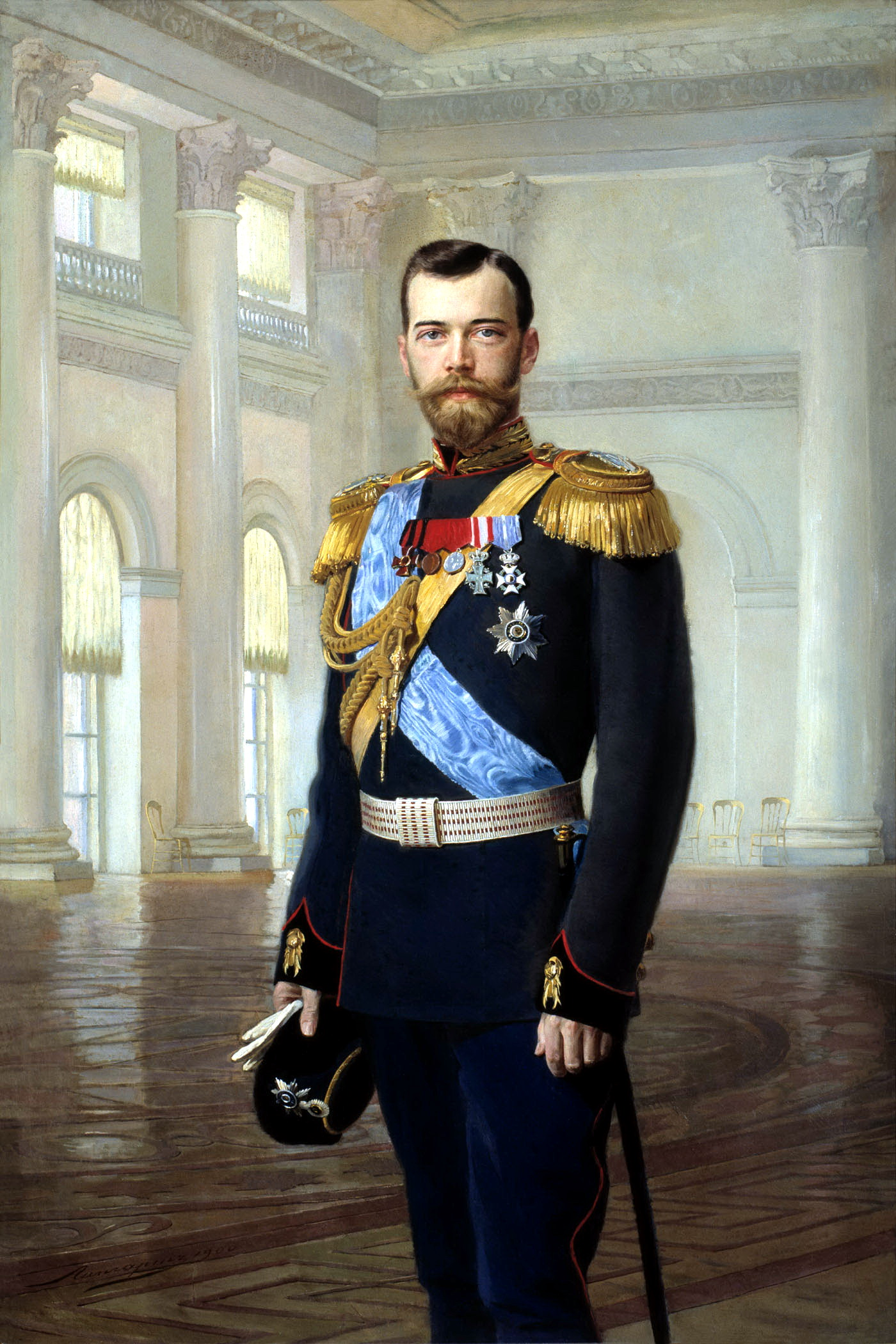
Портрет императора Николая II. 1900. Холст, масло

Был весьма популярен как декоратор и портретист. Его росписи сохранились во многих петербургских особняках: в Мраморном дворце, дворце великого князя Алексея Александровича на Мойке, 122 (три декоративных панно), в особняке Дервиза, в театре Юсуповского дворца и других. Он же выполнил занавес для Эрмитажного театра. Состоял одним из деятельных членов общества акварелистов с самого его основания. Служил с 1886 по 1896 год преподавателем декоративной живописи в рисовальной школе Императорского общества поощрения художеств.
Из его произведений следует упомянуть в особенности: картины «Богини, отправляющиеся на суд Париса» (собств. государя императора), «Притча о мудрых и неразумных девах» (также), «Отдых натурщицы» и «Молодая мать», портреты отца художника, ген.-адъют. Рихтера и нек. др.[стиль]
При ремонте Эрмитажного театра в 1895 году Эрнст Липгарт разработал эскиз, по которому был изготовлен занавес для этого театра.
В 1906–1929 годах исполнял обязанности главного хранителя Картинной галереи Эрмитажа. В 1912 году составил каталог собрания картин ─ переработку каталога А. И. Сомова на основании новейших данных и тщательного исследования эрмитажного собрания. Ценной особенностью этого каталога была сводка всех основных атрибуций картин, менявших свое название или не получивших ещё общепризнанной атрибуции. К каталогу был приложен альбом с воспроизведением всех описанных в нём картин.
В 1912–1913 годах Липгарт читал историю итальянской живописи в Институте истории искусств.
Сенсационной стала покупка в 1914 году «Мадонны с цветком» Леонардо да Винчи, принадлежавшей архитектору Леонтию Бенуа. Липгарт сыграл важную роль в атрибуции картины «Апостолы Петр и Павел» кисти Эль Греко.
В 1905 году Липгарт заказал у архитектора Василия Шауба проект доходного дома. Роскошное необарочное здание было построено в 1906 году по адресу Каменноостровский проспект, 16.  В 1921 году Эрнста Карловича выселили из собственного дома. Некоторое время он жил в Доме искусств на Невском проспекте, а затем в доме Адамини на Марсовом поле.
В 1928 году вышла в свет работа Э. К. Липгарта «Леонардо да Винчи и его школа». В 1929 году Э. К. Липгарта уволили из Эрмитажа «ввиду сокращения штатов».
Оставил мемуары, в которых дан талантливый автопортрет самого Липгарта и эпохи, в которой он жил. По словам В. Н. Лазарева, Липгарт «воплощал в себе с редкой цельностью вполне законченную эпоху, которая так же отличается от наших дней, как культура от цивилизации»[уточнить].
Был похоронен на Смоленском лютеранском кладбище; могила не обозначена.
Жена (с 1884; ранее сожительница с 1874) — Флорентина Луиза Константина (Жанна Константиновна), урождённая Жуанн (1854—1931); была моделью для многих его полотен.
Дети:
- Роман Эрнестович (Рено Франц) фон Липгарт (1880—1942, Ленинград) — один из основоположников русского подводного флота. Умер в блокаду (по другим данным — покончил с собой[11]).
- Павел Эрнестович (Пауль Аксель Эммануэль) фон Липгарт (1887—1969, Франция), офицер Императорского флота, пилот-авиатор (1913), морской лётчик (1914) — окончил Морской корпус и Севастопольскую авиационную школу. Участник Первой мировой войны[12].
- Мария Эрнестовна (Мария Анна Бенедикта) фон Липгарт (в замуж. Шестакова; 1890—1921) была расстреляна в Омске по решению Омского ГубЧК[13]. Мария Эрнестовна Шестакова, окончившая Смольный институт, приехала из Петрограда в Омск в 1916 году вслед за мужем, Борисом Владимировичем Шестаковым[14]. В Омске преподавала в музыкальной школе. Арестована в феврале 1921 года за помощь членам подпольной белогвардейской организации, расстреляна в мае этого же года[15][16]. Реабилитирована в 1992 году. Двое сыновей — Владимир и Николай[17].

## Галерея

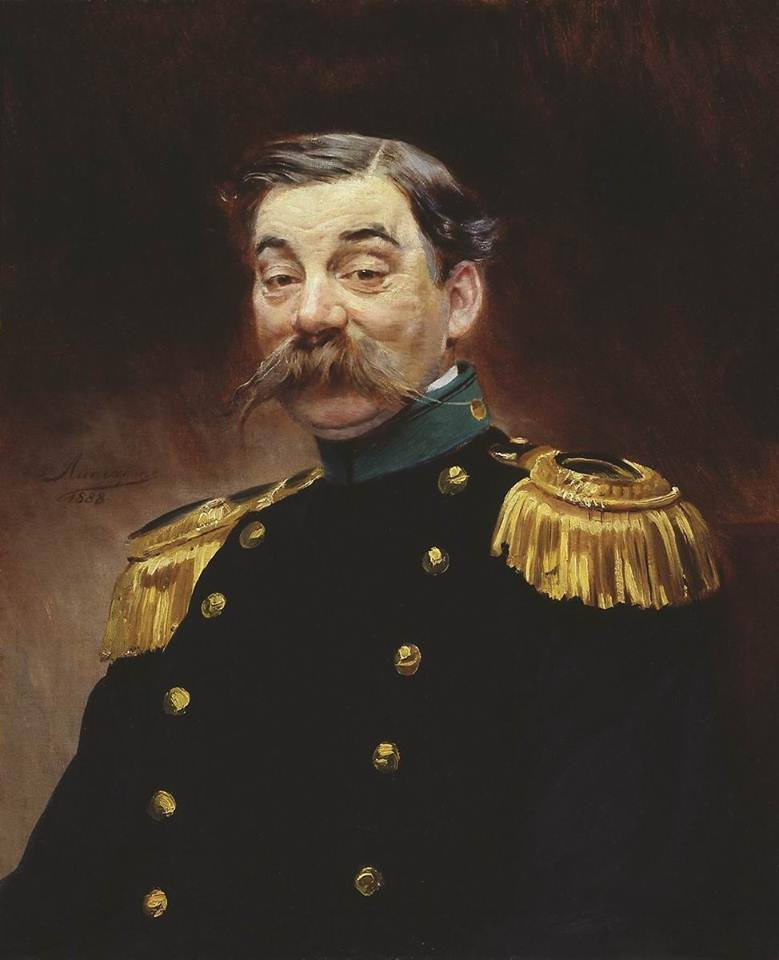
Портрет полковника Александра Николаевича фон Биппена, 1888 г. (НГХМ)
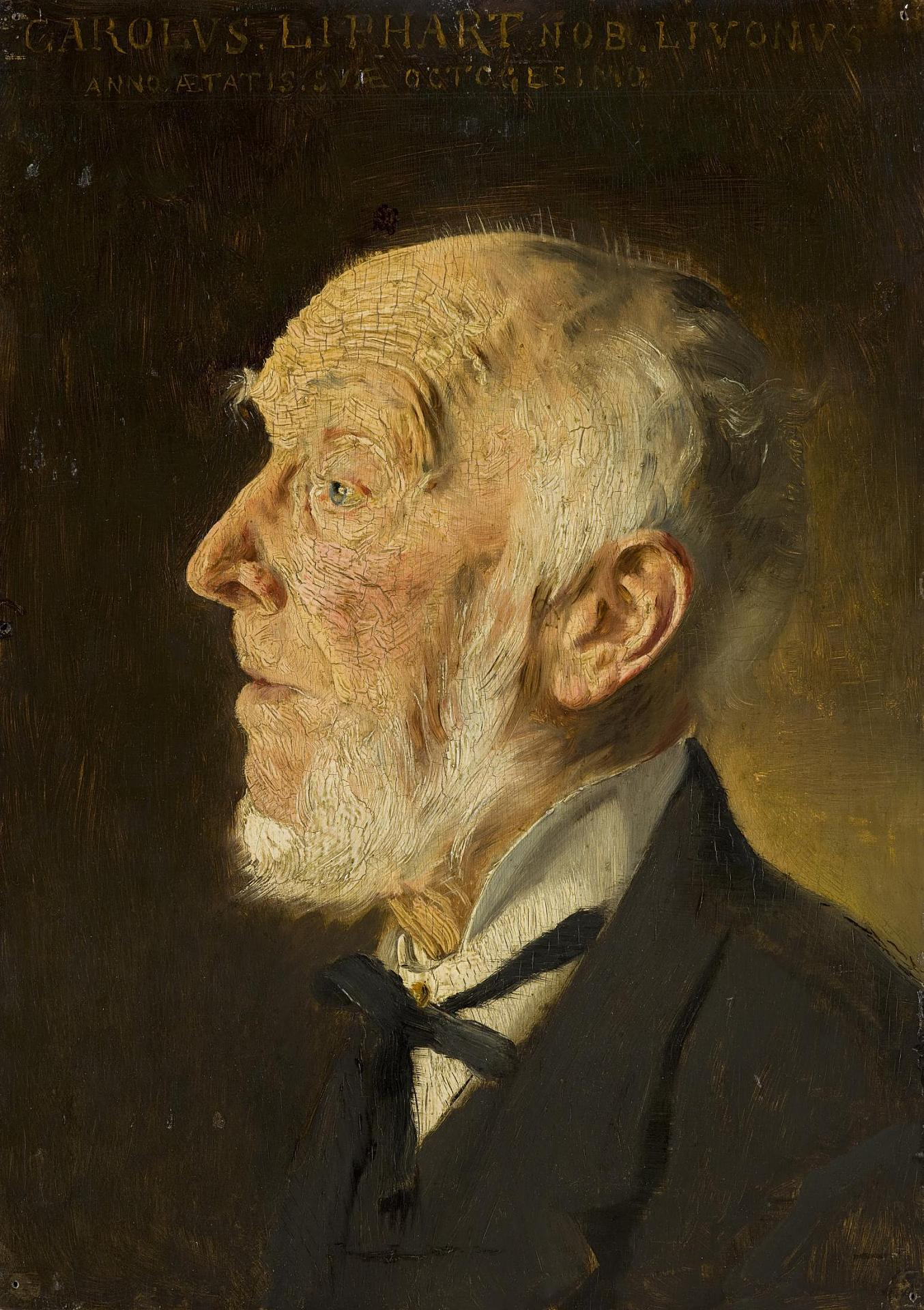
Портрет барона Карла Эдуарда фон Липгарта, 1890–1900 гг. (ГЭ)
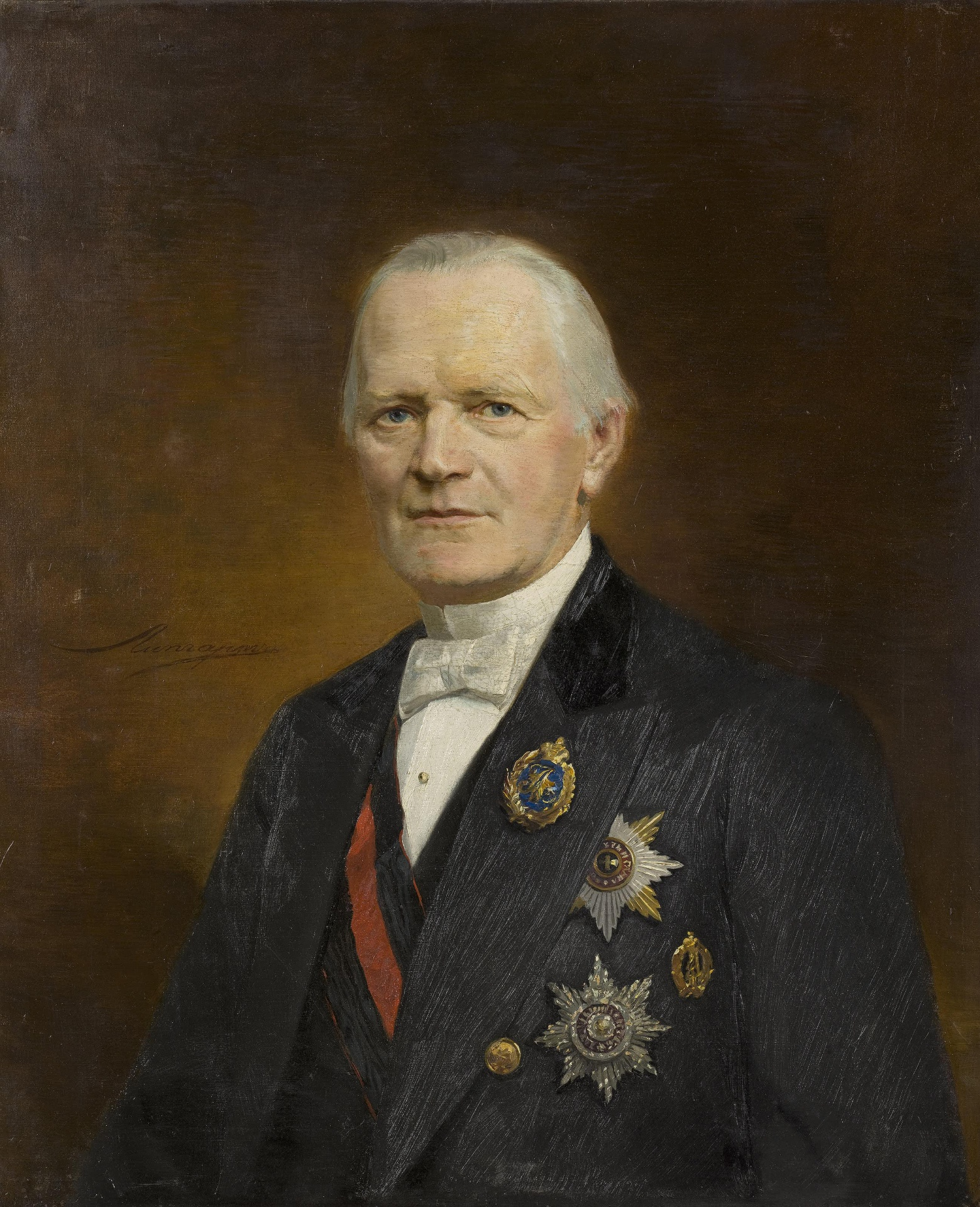
Портрет Михаила Николаевича Островского, 1890–1900 гг. (ГЭ)
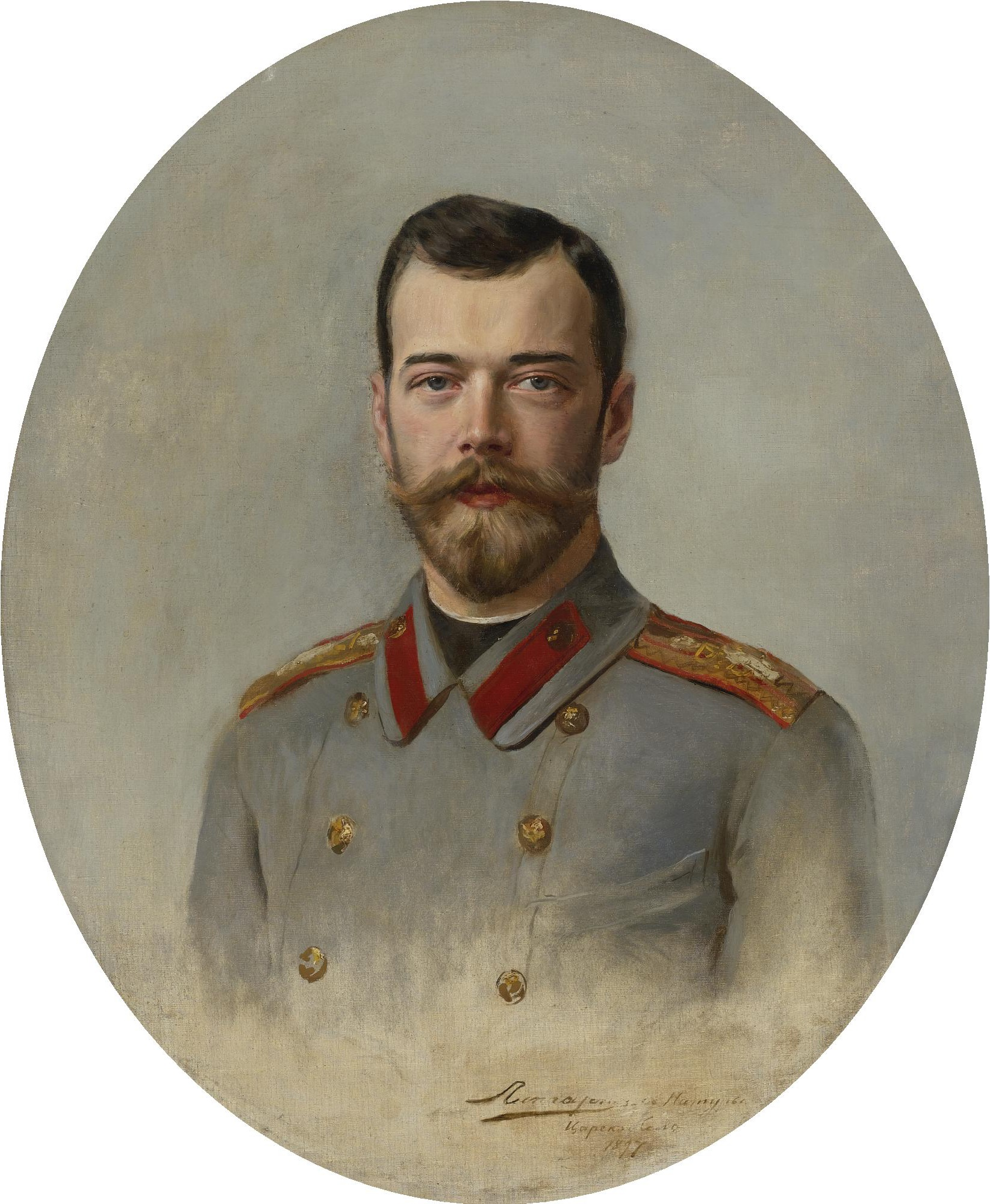
Портрет императора Николая II, 1897 г. (частное собрание)
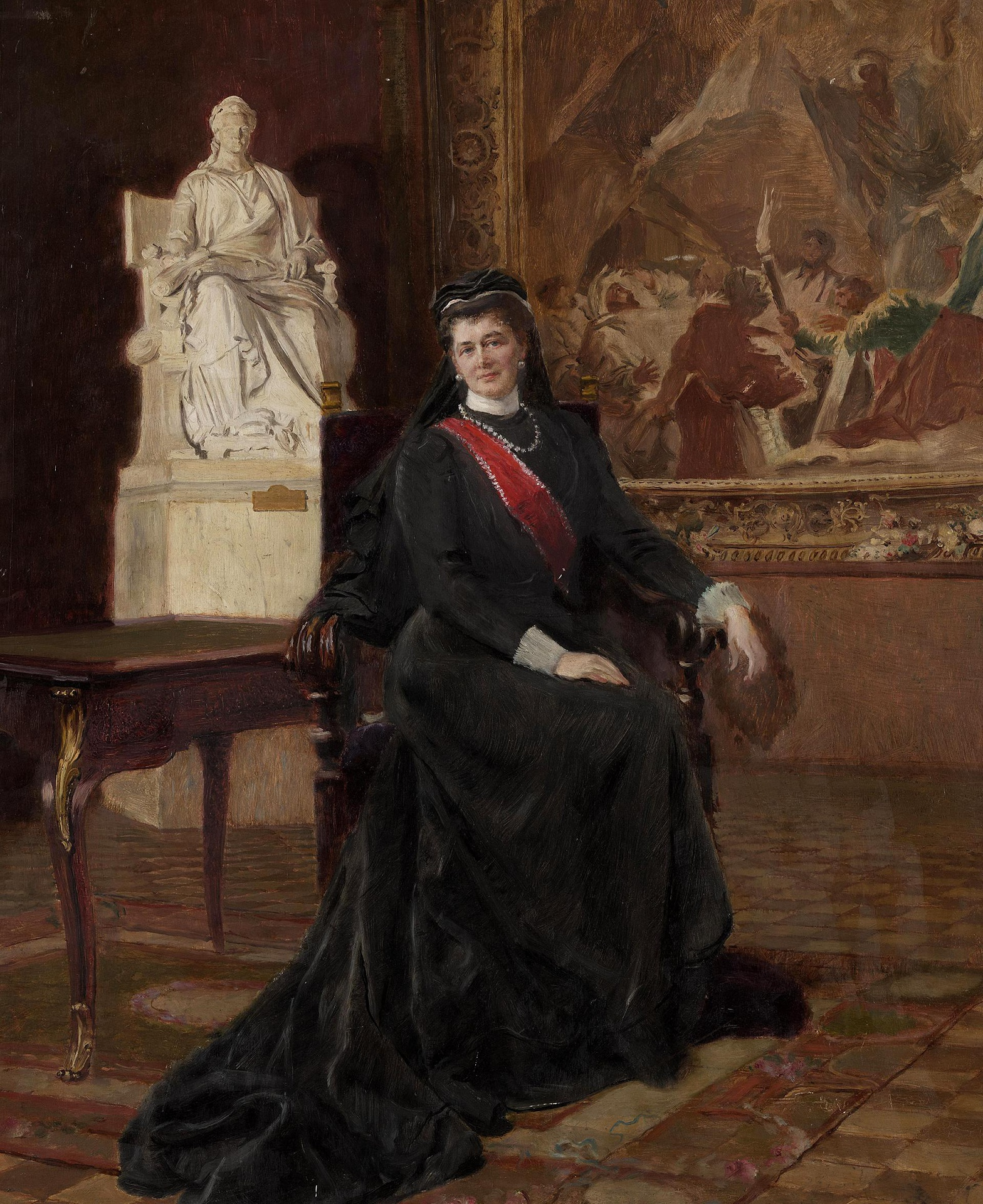
Портрет великой княгини Марии Павловны, около 1908–1909 (ГЭ)
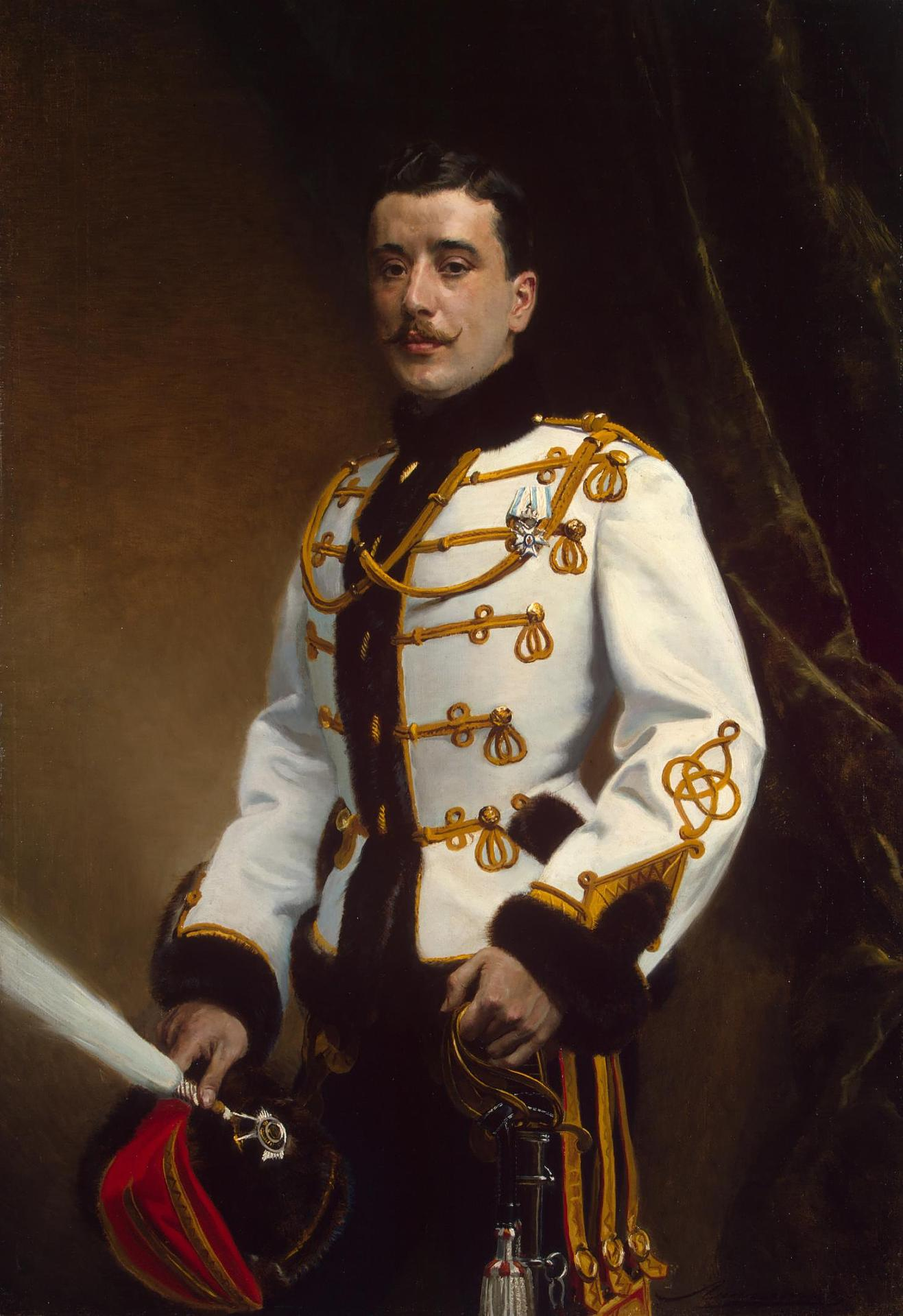
Портрет корнета лейб-гвардии Гусарского полка Петра Михайловича Раевского, 1910-е гг. (ГЭ)
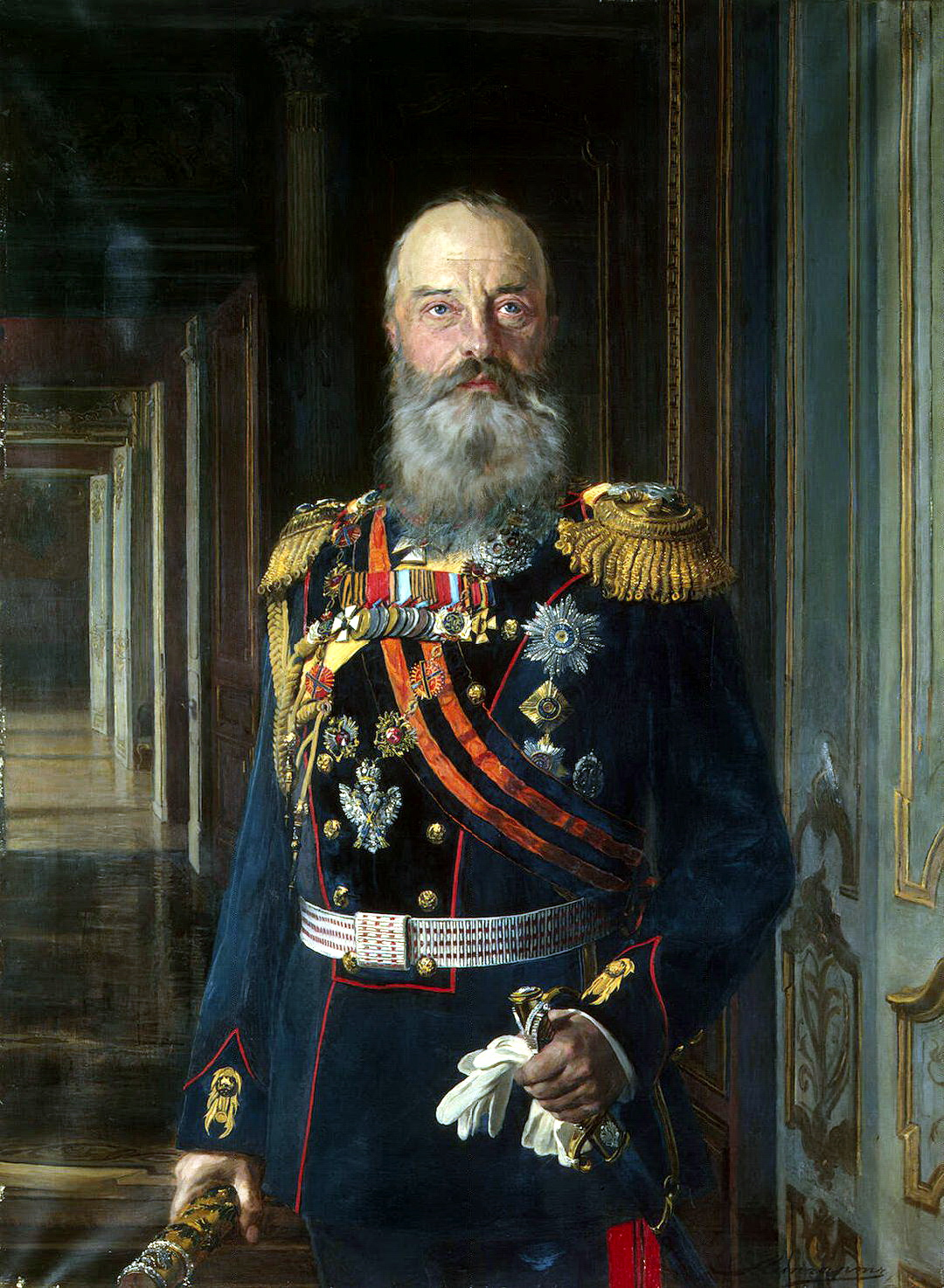
Портрет великого князя Михаила Николаевича, 1913 г. (ГЭ)
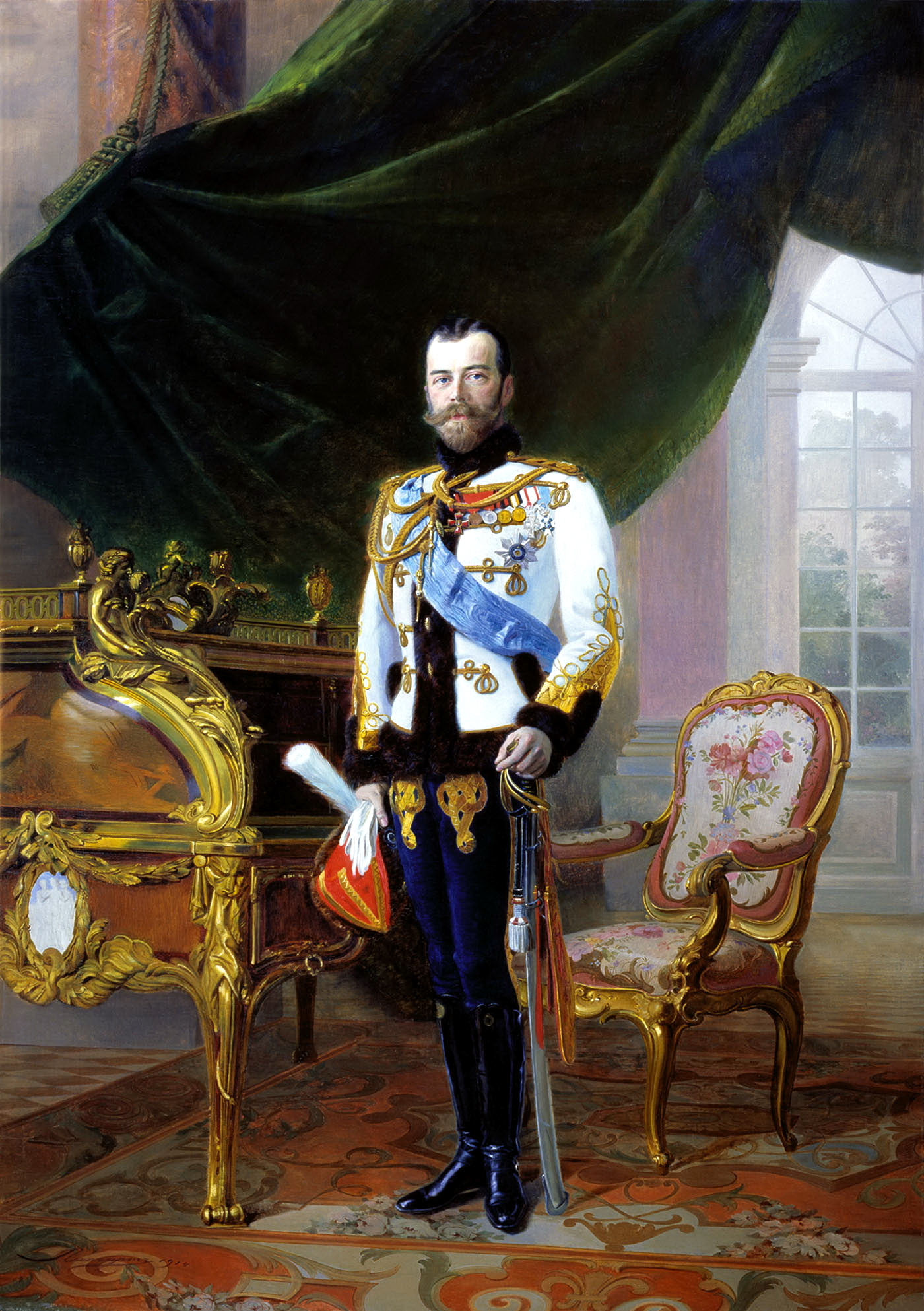
Портрет императора Николая II, 1914 г. (ГРМ)

## Публикации текстов
Мемуары
- Липгарт Э. К. Mes memoires : Салон принцессы Матильды / Эрнест Липгарт; предисловие «Художники парижского бомонда времён Второй империи и Третьей республики. Э. К. Липгарт и его воспоминания», перевод, публикация, комментарии Е. Соломахи; литературная редакция Л. Смирнова // Наше наследие : иллюстрированный историко-культурный журнал. — М. : Наше наследие, 2007. — № 81. — С. 50–71. — 5000 экз. — ISSN 0234-1395.
- Липгарт Э. К. Mes memoires : Художники Салона времён Третьей республики / Эрнест Липгарт; публикация, перевод и примечания Е. Соломахи; литературная редакция Л. Смирнова // Наше наследие : иллюстрированный историко-культурный журнал. — М. : Наше наследие, 2007. — № 83–84. — С. 130–145. — 5000 экз. — ISSN 0234-1395.